# Патриарший экзархат Иордании
Патриарший экзарахат Иордании — собственный экзархат Антиохийского патриарха Маронитской католической церкви. Патриарший экзархат распространяет свою юрисдикцию на всю территорию Иордании.

## История
5 октября 1996 года Святой Престол учредил Патриарший экзархат Иордании, выделив его из архиепархии Хайфы и Святой Земли.

## Ординарии экзархата
- Paul Nabil El-Sayah (1996—2011), назначен куриальным епископом Антиохийского патриархата
- Moussa El-Hage, O.A.M. (2012 — по настоящее время)

## Источник
- Annuario Pontificio, Libreria Editrice Vaticana, Città del Vaticano, 2003, ISBN 88-209-7422-3